# Джеймисон, Антуан
Антуан Кортес Джеймисон (англ. Antawn Cortez Jamison; родился 12 июня 1976 года в Шривпорте, Луизиана) — американский профессиональный баскетболист, в последнее время выступавший за команду Национальной баскетбольной ассоциации «Лос-Анджелес Клипперс». В основном играет на позиции тяжёлого форварда, также способен играть роль лёгкого форварда. Выступал за баскетбольную команду Университета Северной Каролины в Чапел-Хилл. На драфте НБА 1998 года был выбран под четвёртым номером клубом «Торонто Рэпторс». Дважды принимал участие в Матче всех звёзд НБА (в 2005 и 2008 годах), в 2004 году получил приз лучшему шестому игроку НБА.

## Ранние годы
Джеймисон родился в Шривпорте, штат Луизиана, среднюю и старшую школу окончил в Шарлотте, штат Северная Каролина. В средней школе занимался баскетболом и американским футболом, в старшей школе Провиденс сосредоточился на баскетболе и в выпускном классе попал в символическую сборную США среди школьников.
После окончания школы в 1995 году Антуан поступил в Университет Северной Каролины в Чапел-Хилл, выступал три сезона за местную баскетбольную команду. В среднем в университете он набирал по 19 очков и делал 9.9 подборов за игру. В третьем сезоне он был удостоен призов имени Джона Вудена, Джеймса Нейсмита и Оскара Робертсона, вручаемых различными организациями лучшему игроку студенческого первенства. После такого успеха Джеймисон решил выступать в НБА и за год до окончания обучения оставил университет. 1 марта 2000 года 33-й номер, под которым он выступал в колледже, был выведен из обращения и навсегда закреплён за Антуаном командой Университет Северной Каролины в Чапел-Хилл.

## Карьера в НБА
На драфте НБА 1998 года Антуан Джеймисон был выбран под четвёртым номером клубом «Торонто Рэпторс» и тут же обменян в «Голден Стэйт Уорриорз» на Винса Картера, с которым Джеймисон играл в Северной Каролине. В дебютном сезоне Антуан ничем особым себя не проявил и в стартовую пятёрку клуба из Окленда пробиться не сумел. Но со следующего сезона он стал заметно прогрессировать, в сезоне 2000/2001 поставил личный рекорд результативности — в среднем за игру набирал 24.9 очков. Всего за «Уорриорз» Джеймисон отыграл пять сезонов, последние четыре был лидером команды, которая в лиге выступала довольно слабо и за эти годы ни разу не попадала в плей-офф.
В 2003 году Джеймисона обменяли в «Даллас Маверикс», где он не стал игроком стартовой пятёрки, но был третьим по результативности в команде. В своём первом и единственном сезоне за «Маверикс» Антуан получил приз лучшему шестому игроку ассоциации и впервые в карьере сыграл в серии плей-офф. По окончании сезона его обменяли в «Вашингтон Уизардс» на Джерри Стэкхауза и выбор в первом раунде драфта («Маверикс» выбрали Девина Харриса).
В сезоне 2004/2005 Джеймисон стал основным тяжёлым форвардом «Вашингтон Уизардс», впервые был приглашён на Матч всех звёзд и помог команде завершить сезон с разницей 45 побед против 37 поражений, что стало лучшим результатом «Уизардс» за последние 26 лет. В плей-офф команда вышла впервые с 1997 года и дошла до полуфинала Восточной конференции. В сезоне 2007/2008 Джеймисон во второй раз был приглашён на Матч всех звёзд и впервые сделал дабл-дабл по итогам сезона: 21.4 очков и 10.5 подборов в среднем за игру. 30 июня 2008 года он подписал с «Уизардс» новый контракт на четыре года, по которому он получит 50 миллионов долларов, также Антуан выразил желание выступать за вашингтонский клуб до окончания своей карьеры.
17 февраля 2010 года в результате обмена с участием трёх команд Джеймисон оказался в «Кливленд Кавальерс».
12 февраля 2011 года в домашнем матче против «Лос-Анджелес Клипперс» набрал 35 очков и преодолел отметку 18000 очков за карьеру. Его клуб победил в овертайме 126:119.
25 июля 2012 года Джеймисон подписал ветеранский минимум с Лос-Анджелес Лейкерс. За сезон сыграл в 76 играх, в среднем с 9,4 очками, и 4,8 подборами за игру. В сезон 2013—2014 Джеймисон входит как один из самых активных игроков с 19,985 оочков за карьеру и 8,102 подборами. 28 августа 2013 года подписал соглашение с Лос-Анджелес Клипперс. 20 февраля 2014 года был продан в «Атланта Хокс» в обмен на права на турецкого защитника «Галатасарая» Дженка Акиола, однако на следующий день руководство «Ястребов» отказалось от его услуг.
В октябре 2014 года Джеймисон объявил о завершении профессиональной карьеры и стал диктором Time Warner Cable SportsNet и телевизионным аналитиком «Лос-Анджелес Лейкерс».

## Статистика

### Статистика в НБА
| Сезон                                                                                    | Команда      | Регулярный сезон | Регулярный сезон | Регулярный сезон | Регулярный сезон | Регулярный сезон | Регулярный сезон | Регулярный сезон | Регулярный сезон | Регулярный сезон | Регулярный сезон | Регулярный сезон | Серия плей-офф | Серия плей-офф | Серия плей-офф | Серия плей-офф | Серия плей-офф | Серия плей-офф | Серия плей-офф | Серия плей-офф | Серия плей-офф | Серия плей-офф | Серия плей-офф |
| Сезон                                                                                    | Команда      | GP               | GS               | MPG              | FG%              | 3P%              | FT%              | RPG              | APG              | SPG              | BPG              | PPG              | GP             | GS             | MPG            | FG%            | 3P%            | FT%            | RPG            | APG            | SPG            | BPG            | PPG            |
| ---------------------------------------------------------------------------------------- | ------------ | ---------------- | ---------------- | ---------------- | ---------------- | ---------------- | ---------------- | ---------------- | ---------------- | ---------------- | ---------------- | ---------------- | -------------- | -------------- | -------------- | -------------- | -------------- | -------------- | -------------- | -------------- | -------------- | -------------- | -------------- |
| 1998/99                                                                                  | Голден Стэйт | 47               | 24               | 22,5             | 45,2             | 30,0             | 58,8             | 6,4              | 0,7              | 0,8              | 0,3              | 9,6              | Не участвовал  | Не участвовал  | Не участвовал  | Не участвовал  | Не участвовал  | Не участвовал  | Не участвовал  | Не участвовал  | Не участвовал  | Не участвовал  | Не участвовал  |
| 1999/00                                                                                  | Голден Стэйт | 43               | 41               | 36,2             | 47,1             | 28,6             | 61,1             | 8,3              | 2,1              | 0,7              | 0,3              | 19,6             | Не участвовал  | Не участвовал  | Не участвовал  | Не участвовал  | Не участвовал  | Не участвовал  | Не участвовал  | Не участвовал  | Не участвовал  | Не участвовал  | Не участвовал  |
| 2000/01                                                                                  | Голден Стэйт | 82               | 82               | 41,4             | 44,2             | 30,2             | 71,5             | 8,7              | 2,0              | 1,4              | 0,3              | 24,9             | Не участвовал  | Не участвовал  | Не участвовал  | Не участвовал  | Не участвовал  | Не участвовал  | Не участвовал  | Не участвовал  | Не участвовал  | Не участвовал  | Не участвовал  |
| 2001/02                                                                                  | Голден Стэйт | 82               | 82               | 37,0             | 44,7             | 32,4             | 73,4             | 6,8              | 2,0              | 0,9              | 0,5              | 19,7             | Не участвовал  | Не участвовал  | Не участвовал  | Не участвовал  | Не участвовал  | Не участвовал  | Не участвовал  | Не участвовал  | Не участвовал  | Не участвовал  | Не участвовал  |
| 2002/03                                                                                  | Голден Стэйт | 82               | 82               | 39,3             | 47,0             | 31,1             | 78,9             | 7,0              | 1,9              | 0,9              | 0,5              | 22,2             | Не участвовал  | Не участвовал  | Не участвовал  | Не участвовал  | Не участвовал  | Не участвовал  | Не участвовал  | Не участвовал  | Не участвовал  | Не участвовал  | Не участвовал  |
| 2003/04                                                                                  | Даллас       | 82               | 2                | 29,0             | 53,5             | 40,0             | 74,8             | 6,3              | 0,9              | 1,0              | 0,4              | 14,8             | 5              | 0              | 21,8           | 45,6           | 25,0           | 73,3           | 5,0            | 0,4            | 1,0            | 0,4            | 13,0           |
| 2004/05                                                                                  | Вашингтон    | 68               | 68               | 38,3             | 43,7             | 34,1             | 76,0             | 7,6              | 2,3              | 0,8              | 0,2              | 19,6             | 10             | 10             | 38,0           | 45,1           | 50,0           | 68,8           | 6,3            | 1,2            | 0,7            | 0,4            | 18,5           |
| 2005/06                                                                                  | Вашингтон    | 82               | 80               | 40,1             | 44,2             | 39,4             | 73,1             | 9,3              | 1,9              | 1,1              | 0,1              | 20,5             | 6              | 6              | 42,2           | 42,4           | 31,3           | 77,8           | 7,2            | 3,0            | 1,0            | 0,3            | 19,2           |
| 2006/07                                                                                  | Вашингтон    | 70               | 70               | 38,0             | 45,0             | 36,4             | 73,6             | 8,0              | 1,9              | 1,1              | 0,5              | 19,8             | 4              | 4              | 43,2           | 47,6           | 34,6           | 75,0           | 9,8            | 1,3            | 0,5            | 1,0            | 32,0           |
| 2007/08                                                                                  | Вашингтон    | 79               | 79               | 38,7             | 43,6             | 33,9             | 76,0             | 10,2             | 1,5              | 1,3              | 0,4              | 21,4             | 6              | 6              | 39,5           | 40,6           | 28,0           | 57,1           | 12,0           | 1,0            | 1,3            | 1,3            | 16,8           |
| 2008/09                                                                                  | Вашингтон    | 81               | 81               | 38,2             | 46,8             | 35,1             | 75,4             | 8,9              | 1,9              | 1,2              | 0,3              | 22,2             | Не участвовал  | Не участвовал  | Не участвовал  | Не участвовал  | Не участвовал  | Не участвовал  | Не участвовал  | Не участвовал  | Не участвовал  | Не участвовал  | Не участвовал  |
| 2009/10                                                                                  | Вашингтон    | 41               | 41               | 38,9             | 45,0             | 34,5             | 70,0             | 8,8              | 1,3              | 1,0              | 0,2              | 20,5             | Не участвовал  | Не участвовал  | Не участвовал  | Не участвовал  | Не участвовал  | Не участвовал  | Не участвовал  | Не участвовал  | Не участвовал  | Не участвовал  | Не участвовал  |
| 2009/10                                                                                  | Кливленд     | 25               | 23               | 32,4             | 48,5             | 34,2             | 50,6             | 7,7              | 1,3              | 1,1              | 0,5              | 15,8             | 11             | 11             | 34,1           | 46,7           | 25,6           | 73,2           | 7,4            | 1,3            | 0,6            | 1,0            | 15,3           |
| 2010/11                                                                                  | Кливленд     | 56               | 38               | 32,9             | 42,7             | 34,6             | 73,1             | 6,7              | 1,7              | 0,9              | 0,5              | 18,0             | Не участвовал  | Не участвовал  | Не участвовал  | Не участвовал  | Не участвовал  | Не участвовал  | Не участвовал  | Не участвовал  | Не участвовал  | Не участвовал  | Не участвовал  |
| 2011/12                                                                                  | Кливленд     | 65               | 65               | 33,1             | 40,3             | 34,1             | 68,3             | 6,3              | 2,0              | 0,8              | 0,7              | 17,2             | Не участвовал  | Не участвовал  | Не участвовал  | Не участвовал  | Не участвовал  | Не участвовал  | Не участвовал  | Не участвовал  | Не участвовал  | Не участвовал  | Не участвовал  |
| 2012/13                                                                                  | Лейкерс      | 76               | 6                | 21,5             | 46,4             | 36,1             | 69,1             | 4,8              | 0,7              | 0,4              | 0,3              | 9,4              | 4              | 0              | 19,8           | 43,5           | 41,7           | 66,7           | 1,8            | 0,3            | 0,3            | 0,5            | 7,3            |
| 2013/14                                                                                  | Клипперс     | 22               | 0                | 11,3             | 31,5             | 19,5             | 72,0             | 2,5              | 0,3              | 0,4              | 0,1              | 3,8              | Не участвовал  | Не участвовал  | Не участвовал  | Не участвовал  | Не участвовал  | Не участвовал  | Не участвовал  | Не участвовал  | Не участвовал  | Не участвовал  | Не участвовал  |
|                                                                                          | Всего        | 1083             | 864              | 34,8             | 45,1             | 34,6             | 72,4             | 7,5              | 1,6              | 1,0              | 0,4              | 18,5             | 46             | 37             | 34,9           | 44,8           | 34,1           | 70,6           | 7,2            | 1,3            | 0,8            | 0,7            | 17,2           |
| Наведите курсор мыши на аббревиатуры в заголовке таблицы, чтобы прочесть их расшифровку. |              |                  |                  |                  |                  |                  |                  |                  |                  |                  |                  |                  |                |                |                |                |                |                |                |                |                |                |                |